# Kenya a 2011-es úszó-világbajnokságon
Kenya a 2011-es úszó-világbajnokságon három sportolóval vett részt.

## Úszás
Férfi
| Versenyző     | Esemény                        | Selejtező | Selejtező | Elődöntő          | Elődöntő          | Döntő             | Döntő             |
| Versenyző     | Esemény                        | Idő       | Helyezés  | Idő               | Helyezés          | Idő               | Helyezés          |
| ------------- | ------------------------------ | --------- | --------- | ----------------- | ----------------- | ----------------- | ----------------- |
| David Dunford | Férfi 50 méteres gyorsúszás    | 22,34     | 17        | Nem jutott tovább | Nem jutott tovább | Nem jutott tovább | Nem jutott tovább |
| David Dunford | Férfi 100 méteres gyorsúszás   | 49,20     | 23        | Nem jutott tovább | Nem jutott tovább | Nem jutott tovább | Nem jutott tovább |
| Jason Dunford | Férfi 50 méteres pillangóúszás | 23,48     | 4 Q       | 23,34             | 4 Q               | 23,60             | 7                 |
| Jason Dunford | Férfi 50 méteres pillangóúszás | 51,87     | 4 Q       | 51,92             | 7 Q               | 51,59             | 4                 |

Női
| Versenyző          | Esemény                      | Selejtező | Selejtező | Elődöntő          | Elődöntő          | Döntő             | Döntő             |
| Versenyző          | Esemény                      | Idő       | Helyezés  | Idő               | Helyezés          | Idő               | Helyezés          |
| ------------------ | ---------------------------- | --------- | --------- | ----------------- | ----------------- | ----------------- | ----------------- |
| Sylvia Bruhnlehner | Női 50 méteres gyorsúszás    | 28,20     | 50        | Nem jutott tovább | Nem jutott tovább | Nem jutott tovább | Nem jutott tovább |
| Sylvia Bruhnlehner | Női 50 méteres hátúszás      | 32,09     | 46        | Nem jutott tovább | Nem jutott tovább | Nem jutott tovább | Nem jutott tovább |
| Sylvia Bruhnlehner | Női 50 méteres pillangóúszás | 30,81     | 40        | Nem jutott tovább | Nem jutott tovább | Nem jutott tovább | Nem jutott tovább |